# Saint-Launeuc
Saint-Launeuc (tiếng Breton: Sant-Laoueneg) là một xã của tỉnh Côtes-d'Armor, thuộc vùng Bretagne, tây bắc Pháp.

## Dân số
Người dân ở Saint-Launeuc được gọi là Launeucois.